# Anna Delso
Anna Delso ou Ana Camello Garia, née le 20 octobre 1922 à Andújar, province de Jaén (Espagne) et morte le 28 mai 2020 à Montréal, est une militante libertaire, anarcho-syndicaliste et féministe membre de l'organisation anarcha-féminisme Mujeres Libres.
Après la guerre d'Espagne, à la suite de l'arrivée au pouvoir par la force des nationalistes en 1939 (Espagne franquiste), elle doit s'exiler : d'abord prisonnière en France dans les camps de concentration, elle réussit à rejoindre le Québec où elle refait sa vie.

## Biographie
Elle n'a pas quatorze ans lorsque éclate la guerre d'Espagne en 1936.
En 1937, à Madrid, elle participe à la création d’un groupe de femmes libertaires dont elle est élue secrétaire, les « Mujeres Libres » qui fait un travail de terrain dans les quartiers populaires tout en menant une lutte contre l’oppression patriarcale : « Elles ont dit : la cause des femmes, c’est tout de suite ou jamais. Nous avons pris la place qui nous revenait de droit. Moi, j’avais 16 ans et j’étais secrétaire de la Fédération des femmes libres. Je savais à peine écrire et je rédigeais déjà des articles sur les femmes libres, les femmes libertaires. Je donnais en exemple les grandes révolutionnaires russes, comme Emma Goldman ».
Elle décrit la situation de ces années révolutionnaires : « La capacité d’organisation des femmes me laisse stupéfaite. Plusieurs d’entre elles ont un rôle prépondérant dans leur syndicat, Confédération nationale du travail, et font partie en même temps du comité d’autogestion de leur usine. Elles se trouvent au même niveau d’égalité que les hommes dans une société non hiérarchisée. C’est une transformation totale et radicale de la vie sociale. Les femmes espagnoles en avaient tant besoin ! Elles se sont débarrassées de l’esclavage que leur imposaient le clergé, le mari, le père, les frères et tous les autres. À tous ceux qui nous disent : Oui, nous sommes d’accord avec vos revendications de femmes, mais il faut laisser tout cela pour après, car votre attitude peut créer des divisions. Nous leur répondons : Pour après quoi ? C’est maintenant ou jamais ! [...] Leurs idées sont une chose et leur femme et leur famille autre chose. Leur femme est à eux, intouchable. Comme les abeilles vont de fleur en fleur, eux peuvent aller de femme en femme. Et ils trouvent ça très naturel, mais ils ne peuvent accepter qu’une femme puisse en faire autant. La sempiternelle devise de la femme, bonne mère, bonne épouse, fidèle et obéissante, doit changer ».
Elle a dix-sept ans, en 1939, lorsqu'avec des milliers d’autres Espagnols, elle se réfugie en France. Elle est transférée au camp de concentration d'Argelès-sur-Mer.
Elle passe près de douze ans dans la clandestinité et la précarité.
Arrivée à Montréal en 1951, elle travaille pendant 26 ans dans l’industrie du vêtement et où elle poursuit son engagement syndical. Membre oppositionnelle du syndicat Union internationale des ouvriers du vêtement pour dames (UIOVD), elle est mise sur une liste noire.
Elle milite à la fédération locale de la Confédération nationale du travail de Montréal et est active, durant trente ans, au sein du mouvement libertaire, féministe et pacifiste. Elle y fait, notamment la connaissance de Marcelle Ferron, ancienne membre du groupe des Automatistes.
Elle meurt à Montréal à l'âge de 97 ans.

## Œuvres
- Trois cents Hommes et moi. Estampe d'une révolution, préface de Martha Ackelsberg, Éditions de la Pleine Lune, Montréal, 1989, (OCLC 869026603), notice éditeur.
- Trescientos hombres y yo : estampa de una revolución, préface de Martha Ackelsberg, traduction Antonia Ruiz Cabezas, Madrid, Fundación de Estudios Libertarios Anselmo Lorenzo, 1998, (OCLC 491336953), notice Sudoc.
- Trecento uomini e io : Spagna 1936 : autobiografia di una rivoluzionaria, Milan, Zero in condotta, 2006, (OCLC 635976765).

## Commentaire
- Martha Ackelsberg, professeur de sciences politiques au Smith College de Northampton dans le Massachusetts, qui a écrit la préface de l'autobiographie, en parle comme d'« Un document historique, en somme, qui se lit comme un roman, sur une révolution vécue par une toute jeune fille, puis une femme, parmi ses camarades, les trois cents hommes qui ont rêvé à une certaine époque de transformer la société pour la rendre plus juste et meilleure »[7].

## Sources
- Martha A. Ackelsberg, La vie sera mille fois plus belle : les Mujeres Libres, les anarchistes espagnols et l'émancipation des femmes, traduit de l'anglais par Marianne Enckell et Alain Thévenet, Atelier de création libertaire, 2010,  (ISBN 9782351040379), (OCLC 690359216).
- Mathieu Houle-Courcelles, Sur les traces de l’anarchisme au Québec, Éditions Lux, 2008.
- Michel Nestor, Sur les traces de l’anarchisme au Québec : les années 1950, Ruptures, n°6, printemps 2006 , texte intégral.
- Ghila Benesty, Conversation avec Anna Delso, La Parole Métèque, n°12, hiver 1990, pp. 6–7.
- Joël Delhom, Ana Delso, Trois cents hommes et moi (1989) - Quelle mémoire pour les femmes libertaires ?, communication présentée le 20 mars 2015 à l'Université de Pau et des Pays de l'Adour, lors de la journée d'étude « ¡Libertarias! Femmes militantes et anarchistes de l'Espagne à l'exil (1934-1975) », lire en ligne.
- (en) Martha A. Ackelsberg, Free Women of Spain : anarchism and the struggle for the emancipation of women, Indiana University Press, 1991.
- Collectif, coord. Hélène Finet, Libertarias, Femmes anarchistes espagnoles, Nada éditions, 2017, présentation éditeur.